# Escudo de Altafulla

Representación del escudo de armas de Altafulla

El escudo de armas de Altafulla, adoptado a finales del siglo XIX,
se describe según la terminología precisa de la heráldica, por el siguiente blasón:

De oro, un monte, de gules, moviente de la punta, y sumado de una hoja, de sinople.

La composición se representa pues sobre un fondo de color amarillo (oro) en que surge desde su parte inferior la figura estilizada de un monte heráldico de color rojo que está unido por su parte superior a la figura de una hoja vegetal, de color verde.
Se trata de un escudo parlante  que combina la disposición elevada sobre el monte (Alta-) con el nombre de fulla, “hoja” en catalán .
El diseño del conjunto admite las variantes de las reglas del blasón que puede representarlo en un contorno de escudo llamado ibérico o también por un contorno en forma de cuadrado apoyado sobre una de sus aristas (escudo de ciudad), y acompañado en la parte superior de un timbre según la configuración muy difundida en Cataluña al haber sido adoptada por la administración en sus recomendaciones para el diseño oficial. La corporación ha empleado una representación en un contorno de forma oval, rodeada de guirnalda, y con las figuras del monte y una hoja compuesta, de estilo naturalista.
Según la Gran geografia comarcal de Catalunya, este escudo fue adoptado por la corporación en 1876 y usado desde entonces, aunque sin haber sido aprobado de manera oficial según los requerimientos administrativos referentes a la heráldica y desarrollados desde los años 1980 por la Generalidad de Cataluña. 